# VEE T 201 und T 202
Die VEE T 201 und T 202 waren Versuchstriebwagen der Deutschen Eisenbahn-Betriebsgesellschaft. Sie benutzten als Antriebsmotoren Sauggasmotoren. Mit ihnen wurden verschiedene Versuche auf der Vorwohle-Emmerthaler Eisenbahn-Gesellschaft durchgeführt. Nach Beendigung der Versuche wurden beide Fahrzeuge als Benzoltriebwagen umgebaut und noch bis etwa 1930 weiterbetrieben.

## Geschichte und Einsatz
Nachdem mit Sauggasmotoren in ortsfesten Anlagen positive Ergebnisse erzielt werden konnten, entschloss sich die Deutsche Eisenbahn-Betriebsgesellschaft 1923, bei Deutsche Werke in Kiel zwei Triebwagen für den Versuchsbetrieb in Auftrag zu geben. Die Fahrzeuge entsprachen der DWK-Bauart IV, als Sauggaserzeuger wurde ursprünglich die Bauart Niebaum & Gutenberg aus Herford gewählt. Beide Fahrzeuge mit der Fabriknummer 49 und 50 wurden zuerst einer eingehenden Untersuchung unterzogen. Danach wurden sie im Juni 1924 bei der Vorwohle-Emmerthaler Eisenbahn-Gesellschaft als T 201 und T 202 im öffentlichen Verkehr eingestellt.
Die Streckenführung nach Bodenwerder war für die Erprobung der Triebwagen aufgrund ihrer Steigungs- und Kurvenverhältnisse gut geeignet, um Erkenntnisse über Höchstleistungen zu erlangen. Dabei wurden bei der Erprobung nur für den regulären Betrieb notwendige Erkenntnisse erfasst. Die Testfahrten wurden als Einzelfahrzeug sowie mit einem oder mit zwei Beiwagen durchgeführt. Die Beiwagen wurden bei jeder Fahrt durch Gewichte belastet und dabei die Fahrgeschwindigkeiten sowie der Kohle- und Wasserverbrauch ermittelt.
Die zulässigen Fahrgeschwindigkeiten wurden von den Fahrzeugen gelegentlich überboten. Sie erreichten auf einer Steigung von 20 ‰ und in Krümmungen von 200 m Radius mit einem Anhänger eine Geschwindigkeit von 25 km/h. Die Behandlung des Fahrzeuges konnte vom Triebwagenführer unternommen werden und dauerte auf Unterwegsstationen nicht mehr als drei Minuten. Das erstmalige Anheizen des Generators nahm 10 bis 15 Minuten in Anspruch. Die Brenndauer einer Füllung reichte bei den Streckenverhältnissen der VEE für 20 km Fahrtstrecke. Die Fahrzeuge wurden auf den Strecken mit günstigen Neigungs- und Krümmungsverhältnissen mit zwei Beiwagen, im oberen Streckenabschnitt mit einem Beiwagen gefahren und erreichten in 1,5 Monaten eine Laufleistung von ungefähr 3.000 Kilometer.
Diesen recht günstigen Betriebsergebnissen stand eine Reihe negativer Erfahrungen gegenüber, die eine insgesamt ungünstige Beurteilung der Fahrzeuge ergab. Die Sauggaserzeuger befriedigten nicht und wurden durch die Bauart Pintsch ersetzt. Anfangs gelang es nicht, allein mit Sauggas anzufahren. Dazu war häufig Benzol notwendig, die Umstellung wurde vom Führerstand aus vorgenommen. Ein Problem waren die Teerabscheidungen bei der Gaserzeugung. Zum Wechseln der Maschinenanlage musste der gesamte Wagenkasten angehoben werden. Danach konnte die Maschinenanlage gegen eine Reserveanlage getauscht werden. Dieser gesamte Vorgang nahm in etwa zwei Stunden in Anspruch.
Da die Gesellschaft mit den Fahrzeugen insgesamt nicht zufrieden war, wurden diese in Benzoltriebwagen umgebaut. Der T 201 gelangte danach auf die Münstertalbahn und der T 202 auf die Kandertalbahn. Dort befriedigten die Fahrzeuge ebenfalls nicht. 1930 waren beide Triebwagen nicht mehr in Betrieb und wurden verkauft.

## Konstruktive Merkmale
Grundlage der Triebwagen waren Konstruktionen der DWK-Bauart IV aus Kiel. Bei dieser Bauart war kein besonderes Untergestell vorhanden, dagegen war der untere Teil der Seitenwände zur Versteifung mit herangezogen und entsprechend verstärkt worden. Der T 201 verfügte über eine Toilette, der T 202 nicht.
Der Triebwagen hatte zwei Sauggaserzeuger, von denen jeder einen Durchmesser von einem Meter und eine Höhe von 1,3 Metern hatte. Dazu kam der Kohletrichter, sodass die Gesamthöhe 1,8 m betrug. Der Gaserzeuger hatte ein Gewicht von zwei Tonnen und war beim T 201 in der Mitte des Fahrzeuges aufgestellt und von außen zugänglich, beim T 202 in der Nähe eines Führerstandes und von einem besonderen Raum aus zu bedienen. Als Brennstoff wurde Anthrazitkohle gewählt. Mit Holzkohle wäre mindestens die vierfache Brennstoffmenge notwendig gewesen. Durch den Wechsel der Sauggasanlage ergaben sich bessere Möglichkeiten für die Reinigung.
Da ein Dieselmotor wesentlich robuster arbeitet, war die Ausrüstung von Schienenfahrzeugen mit Sauggasmotoren keine Alternative. Der Praxistest zeigte mangelhafte Bahnfestigkeit.